# Sawa (peuple)
Pour les articles homonymes, voir Sawa.
Les Sawa (duala: « rive », « rivage », «côte » et « berge ») sont un ensemble d’ethnies bantoues installées sur le littoral camerounais, et dans les régions environnantes. Cela inclut des ethnies dans les régions administratives du Littoral, du Sud, et du Sud-Ouest. 
Cela englobe toutes les ethnies de langue sawabantu (Guthrie A.20, A.30 et aussi dialectes Oroko A.11), les ethnies de langue manenguba (Mbo, Bakaka, Bakossi...) et d'autres populations bantoues plus anciennes habitant cette région (les Balong, les Bonkeng, les Bafaw, les Bankon...). 
Ces populations se reconnaissent comme appartenant à un même groupe bien que les fondements culturels et historiques de cette unité soient parfois assez nébuleux.
Le Duala sert pour une partie d'entre eux de langue véhiculaire, notamment grâce à l'hégémonie militaire et économique passée des Duala, à l'évangélisation dans cette langue, et leur rôle d'intermédiaire privilégié dans le commerce avec les Européens.

## Situation géographique
Les Sawa sont concentrés principalement sur les régions du Littoral et du Sud-Ouest du Cameroun. Une petite partie des populations du groupe Sawa se trouve dans la région du Sud du Cameroun et sur la côte atlantique de la Guinée équatoriale (notamment les Batanga et les Yassa). Pour le reste, il existe une diaspora Sawa dans les certaines villes européennes et nord-américaines.
Les Sawa constituent, avec les groupes Beti, Bamiléké-Tikar-Bamun (ou Grassfields) et les Peuls ; un des peuples les plus influents du Cameroun.

## Sous-groupes
Les Sawa regroupent les populations suivantes :
- Moungo (Nkongsamba) : Baneka, Bakaka, Bakem, Balong, Bankon, Bonkeng, Mbo'o, Pongo, Bakoko
- Wouri (Douala) : Douala, Bassa, Malimba, Bakoko.
- Nkam (Yabassi) : Yabassi, Bandem, Banen, Banya, Dibom, Bodiman, Ewodi, Mbang, Moya, Dibom,.
- Sanaga-Maritime (Edéa) :  Malimba, Bakoko, Ndonga, Bassa, Pongo-Songo.
- Manyu (Mamfé) : Banyang
- Koupe-Manengouba (Bangem) : Bakole, Ngolo-Batanga, Oroko, Yabassi.
- Fako (Limbé) : Bakossi, Bakweri, Mongo,
- Ndian (Mundemba) : Bimbian, Oroko
- Océan (Kribi) : Batanga, Bongwe, Iyassa.
- Meme (Kumba) : Bafaw, Balong, Barombi.

## Culture
Le Ngondo organisé annuellement à Douala est la principale fête des Sawa en décembre.

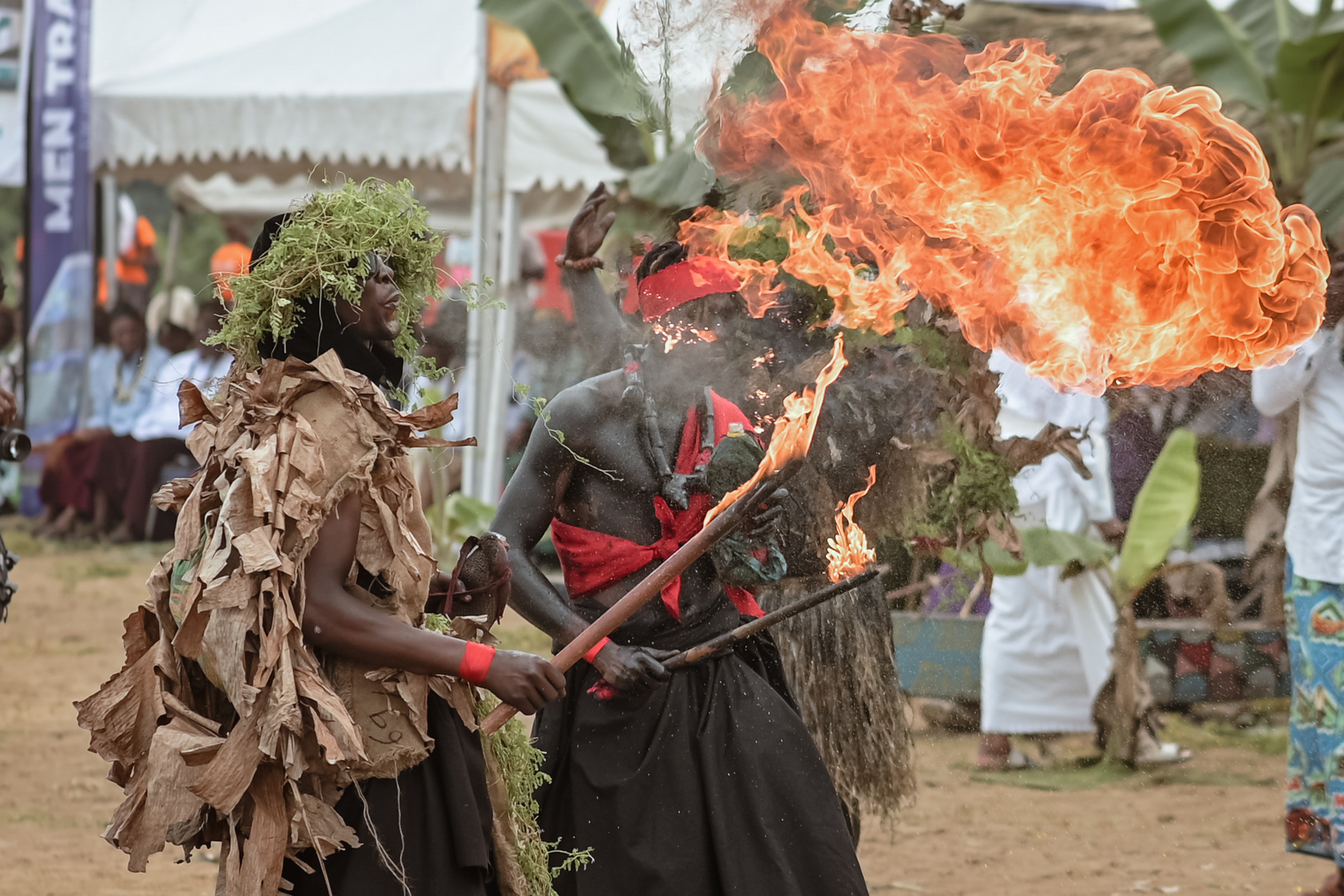
Cracheur de feu Sawa

### Musique
La musique makossa (généralement chantée en duala), certaines danses (essèwè, sèkèlè, etc.) et les tenues vestimentaires (Sanja, Kaba'...) sont communes à l'ensemble des Sawa.

### Vêtements traditionnels

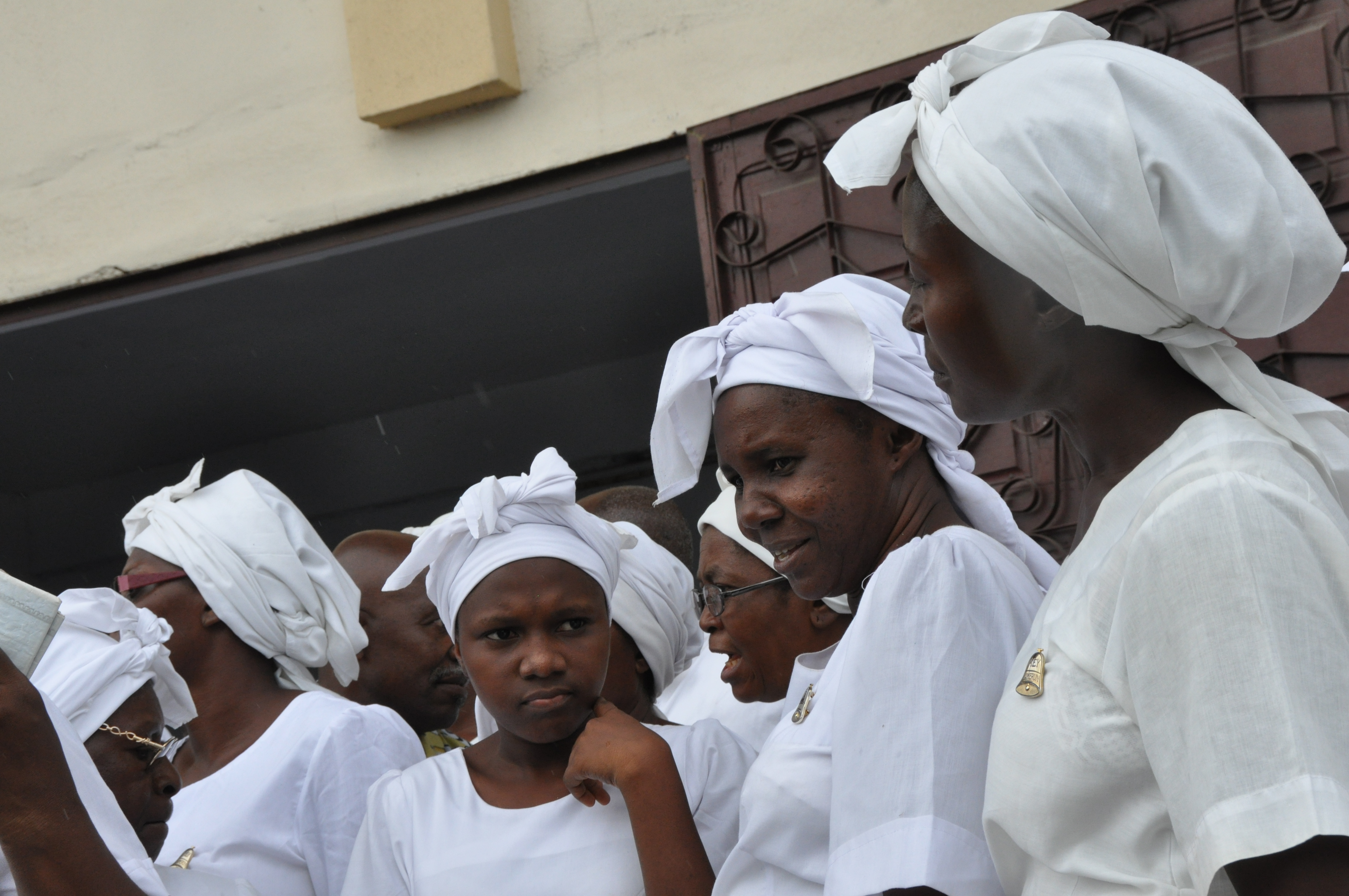
Femmes en Kaba' blanc

Le Kaba' est la grande robe que revêtent les femmes lors de la cérémonie du Ngondo.

### Cuisine
Le ndolè est un plat traditionnel sawa connu sur tout le continent.

Ndolè à la viande, morue et crevette
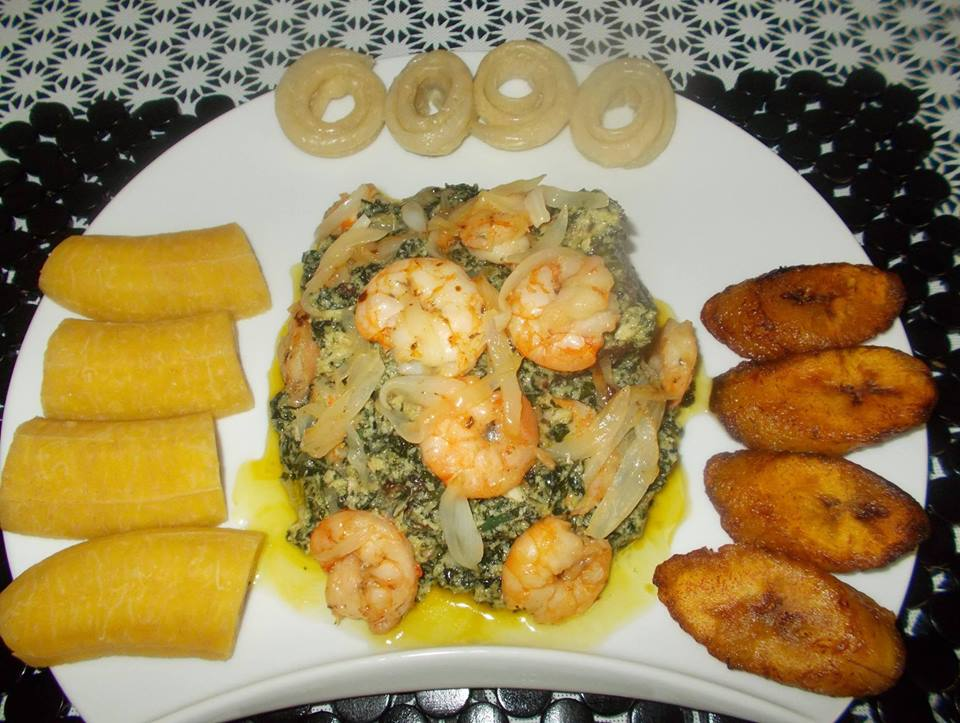

- Ndolè à la viande , morue et crevette

Danse des peuples Sawa Cameroun
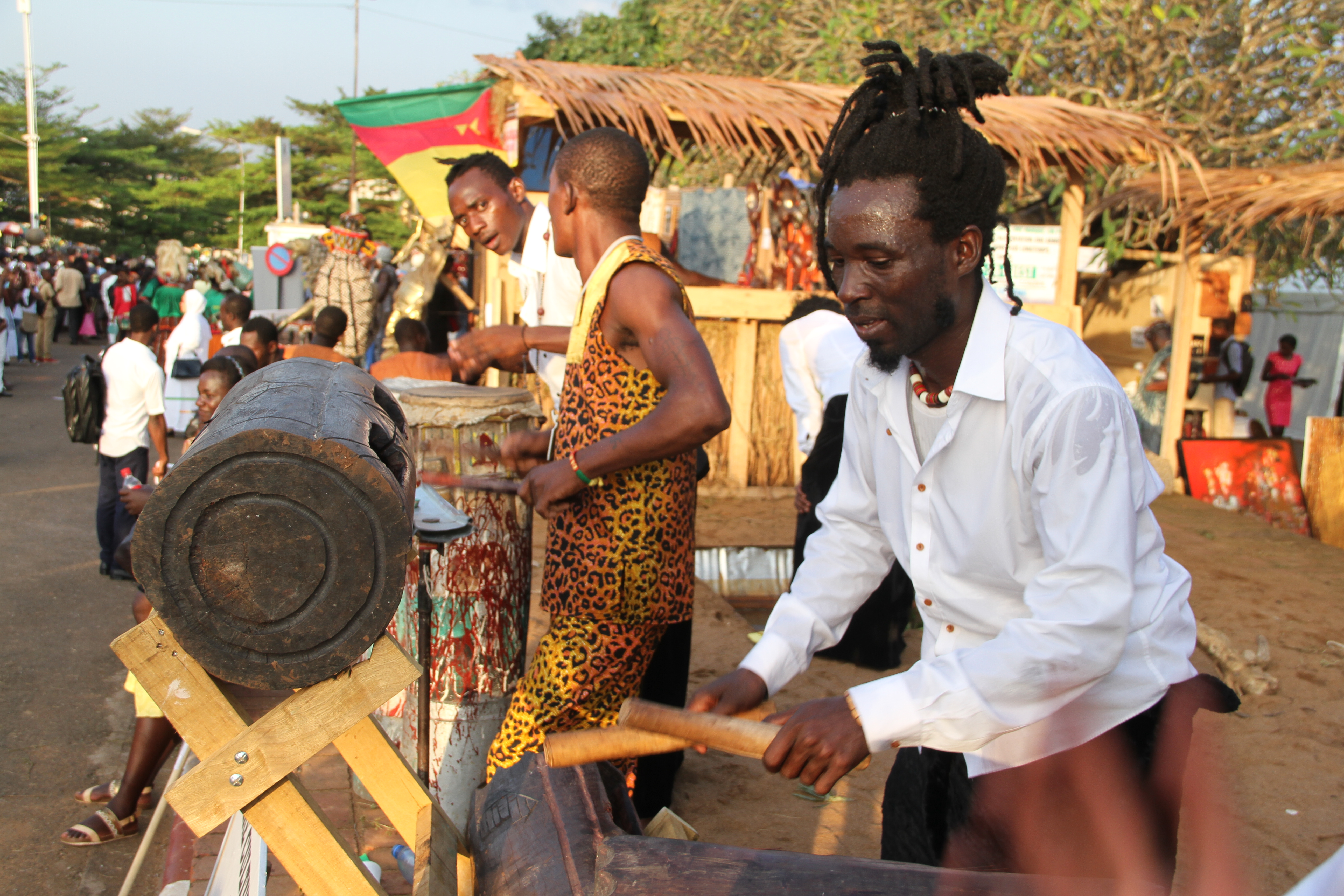
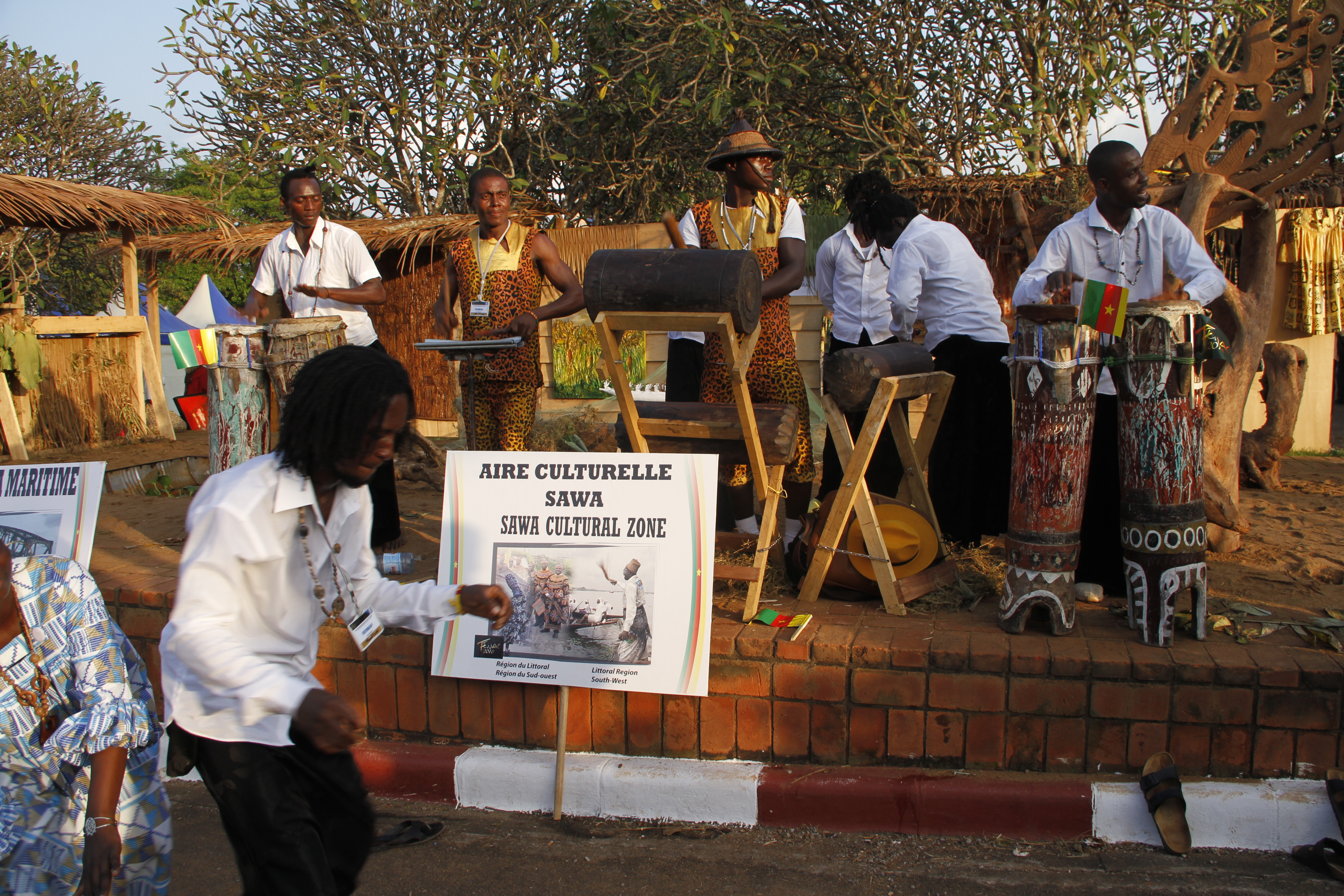
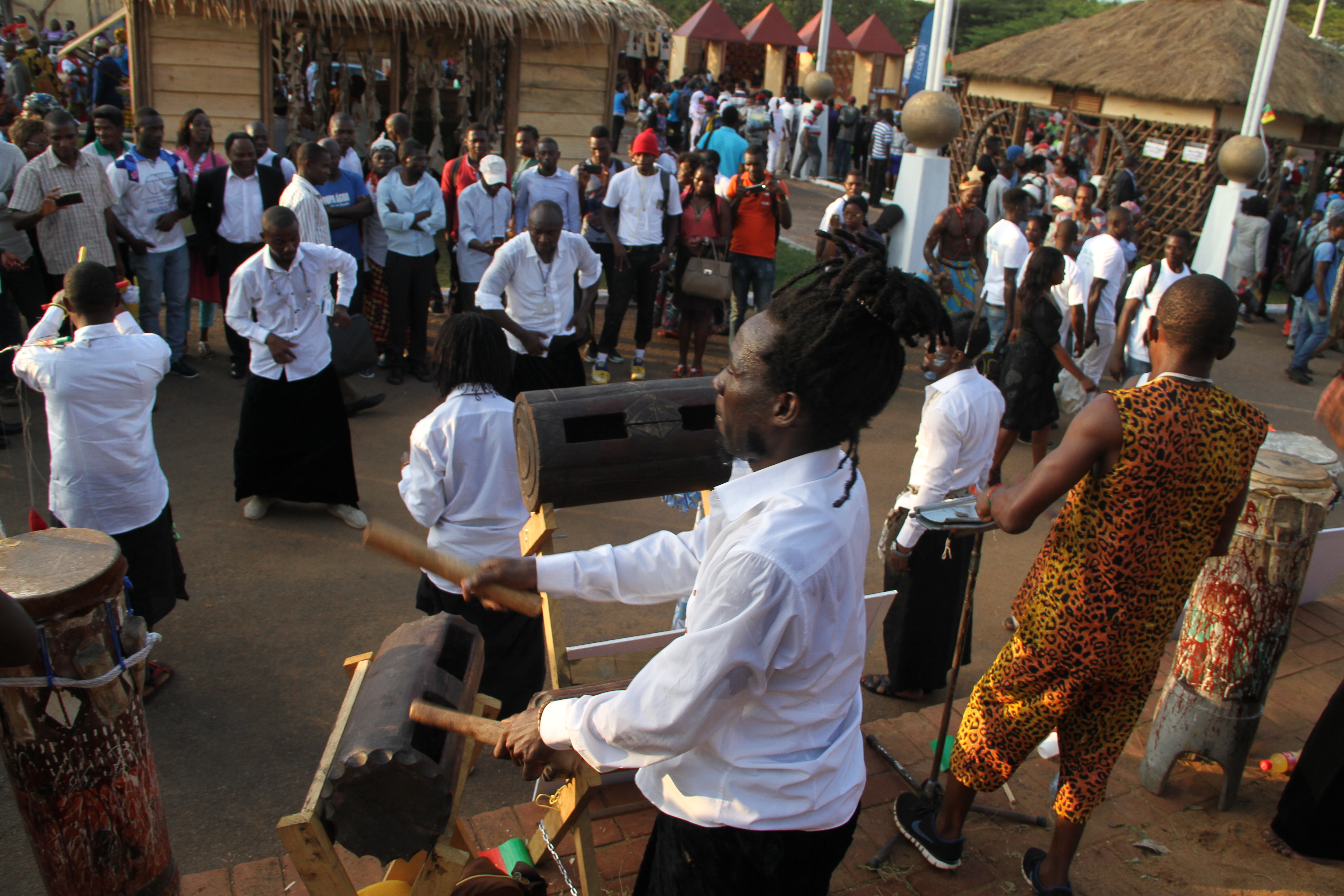
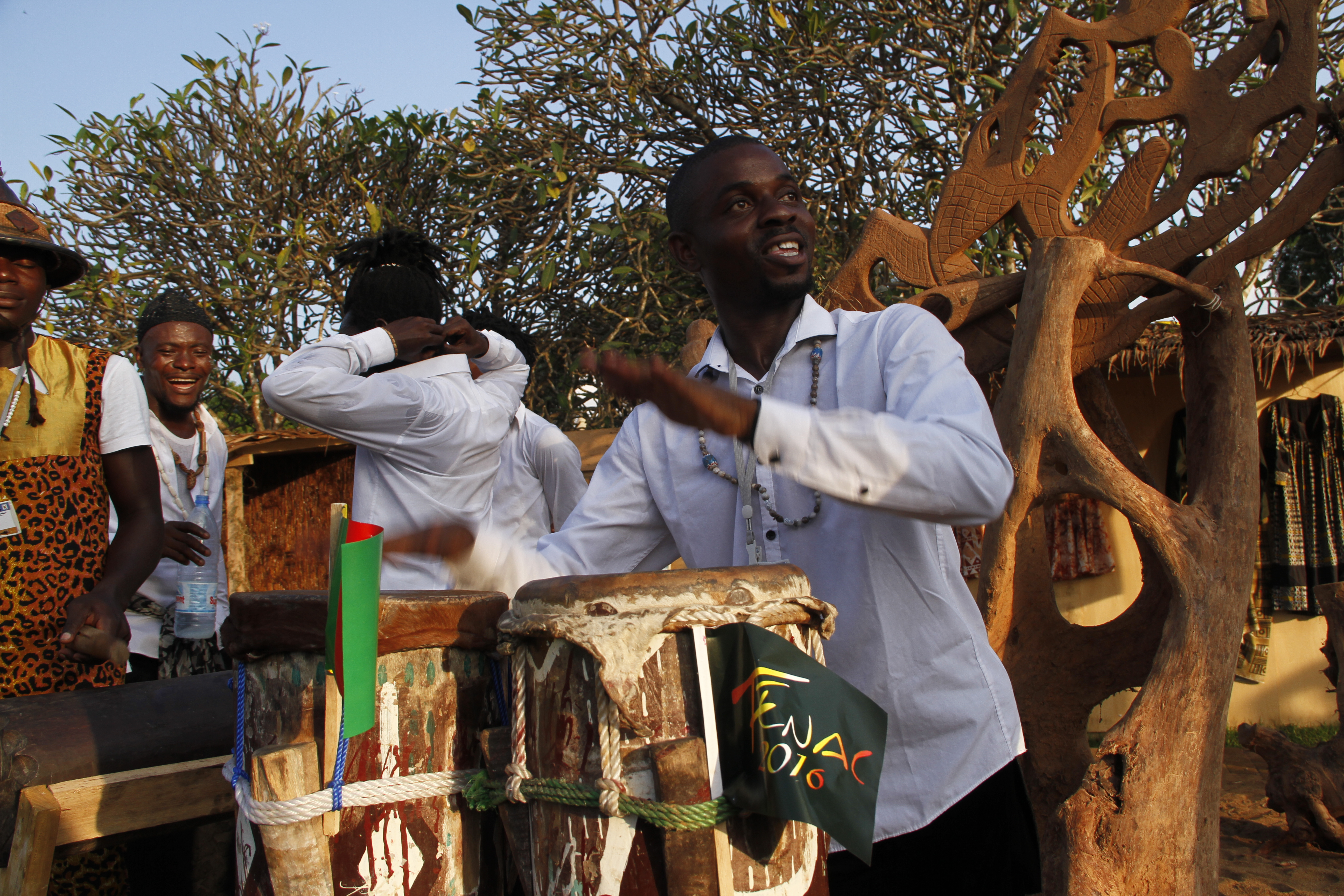
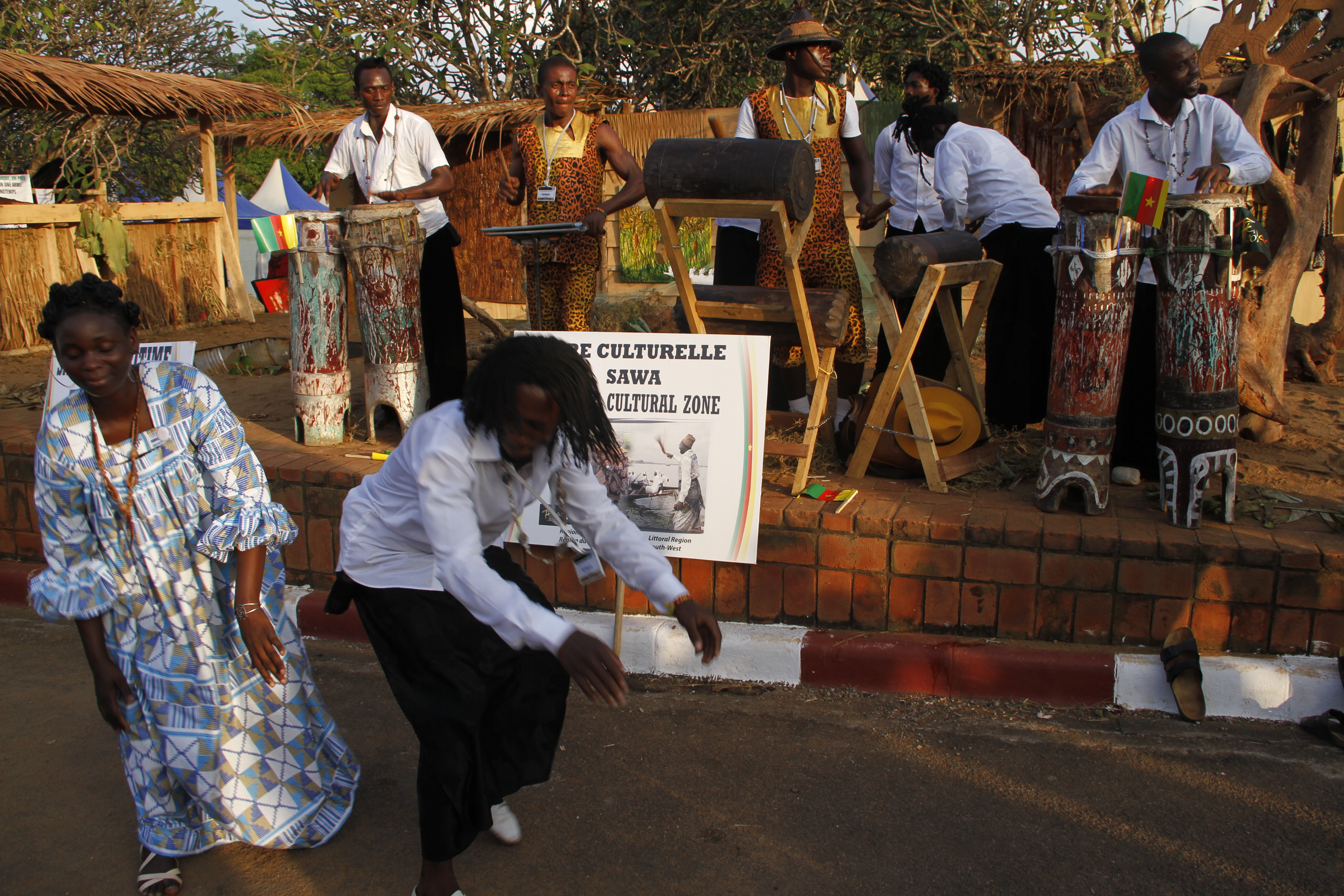
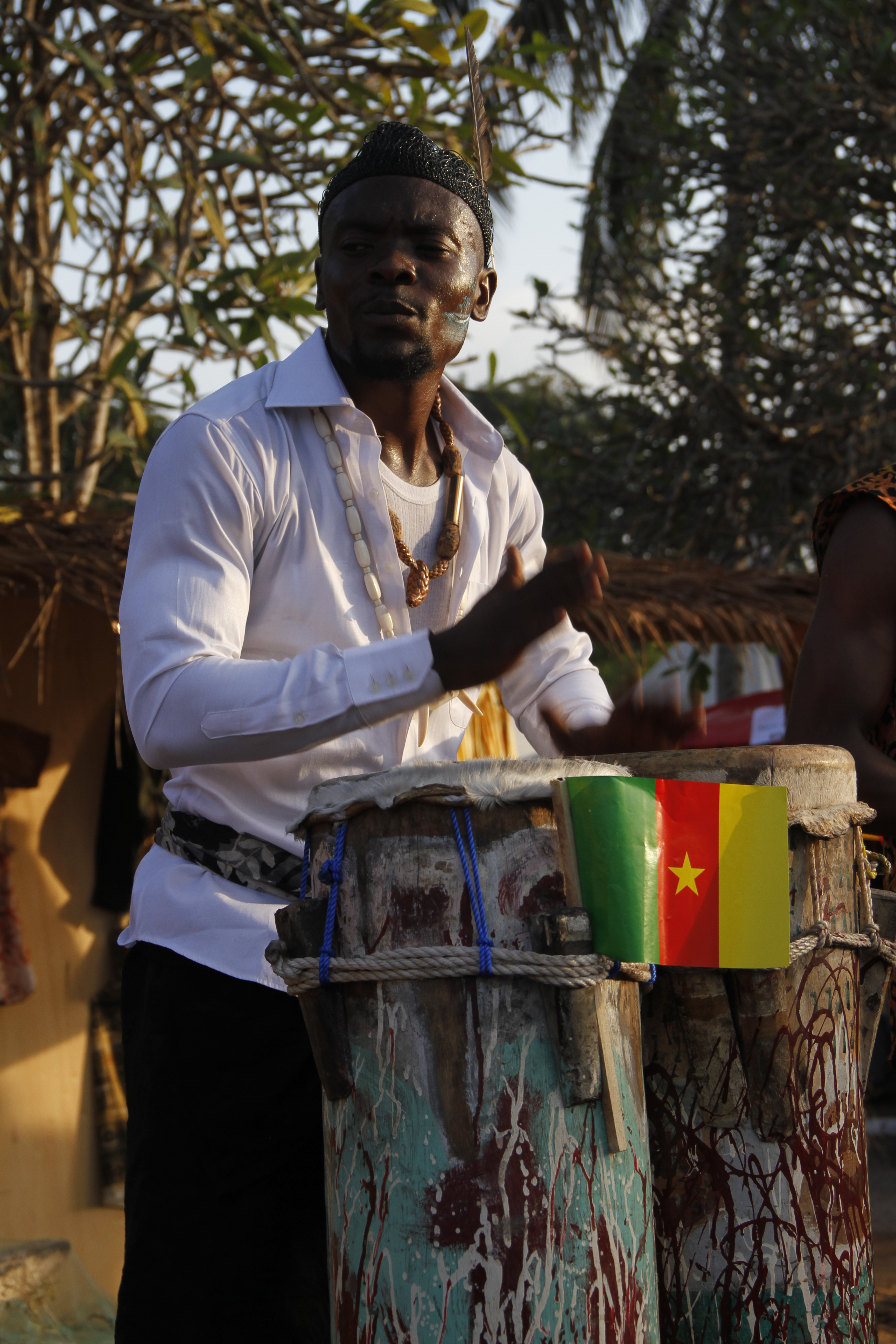
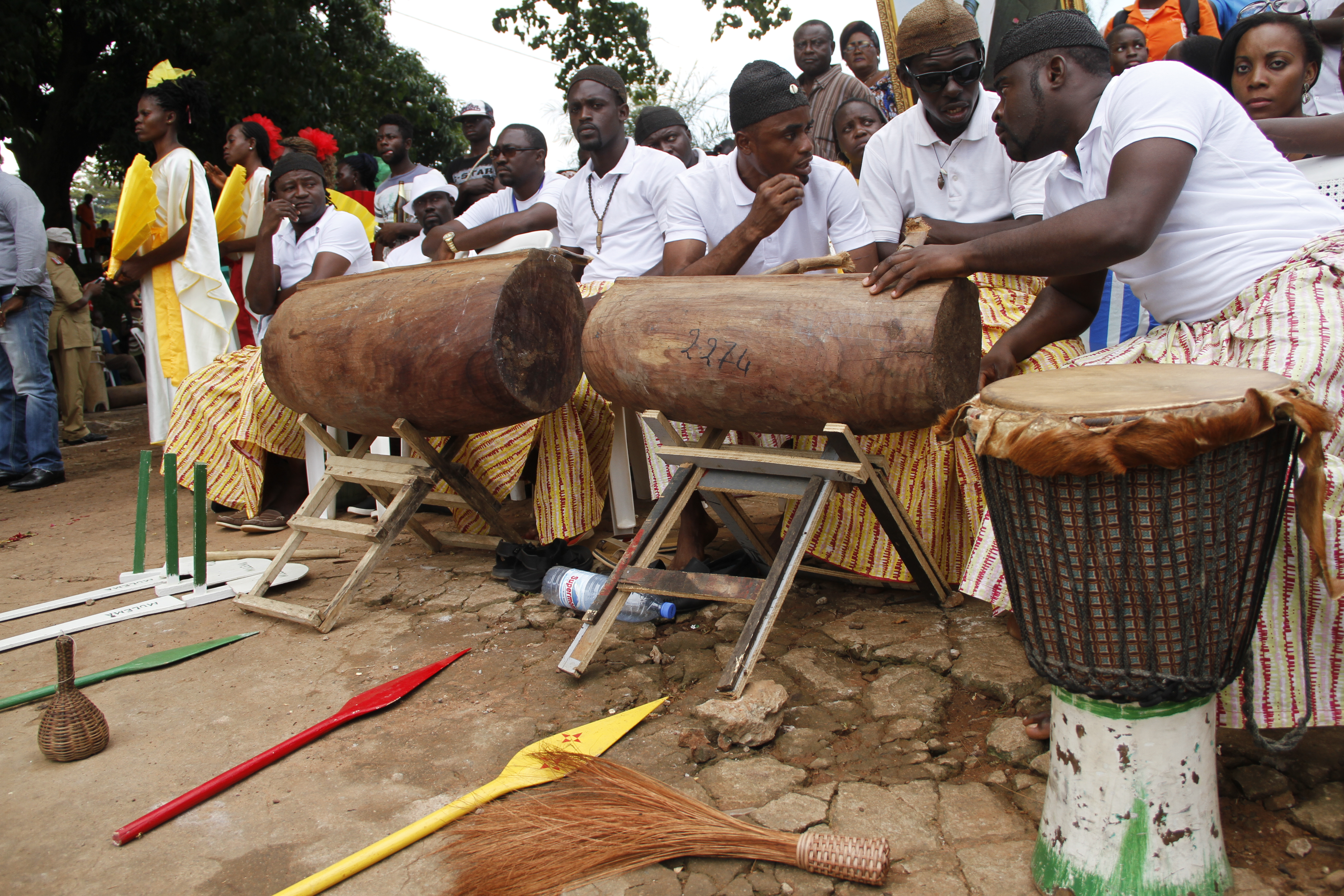
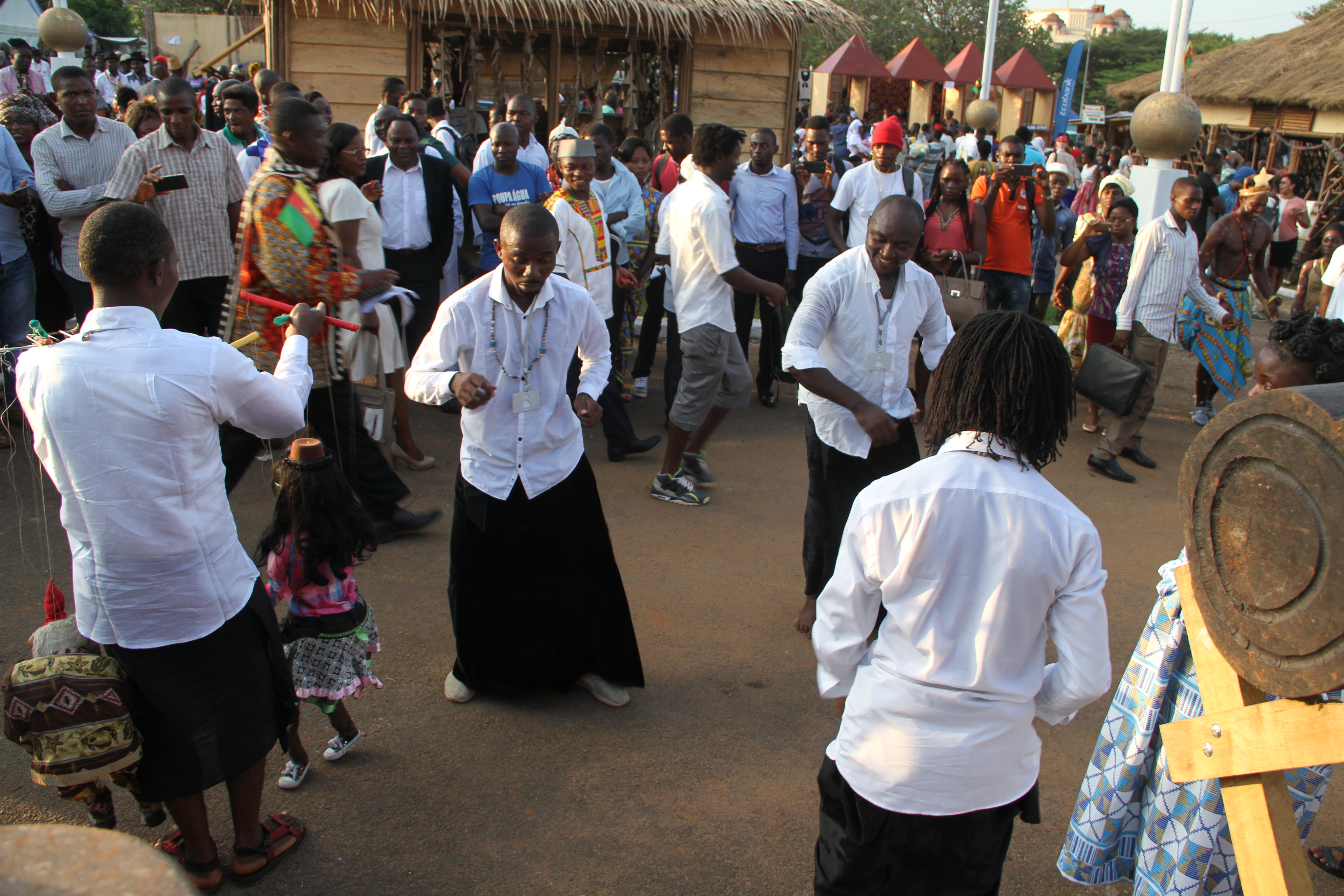

Accessoires de danses traditionnelles
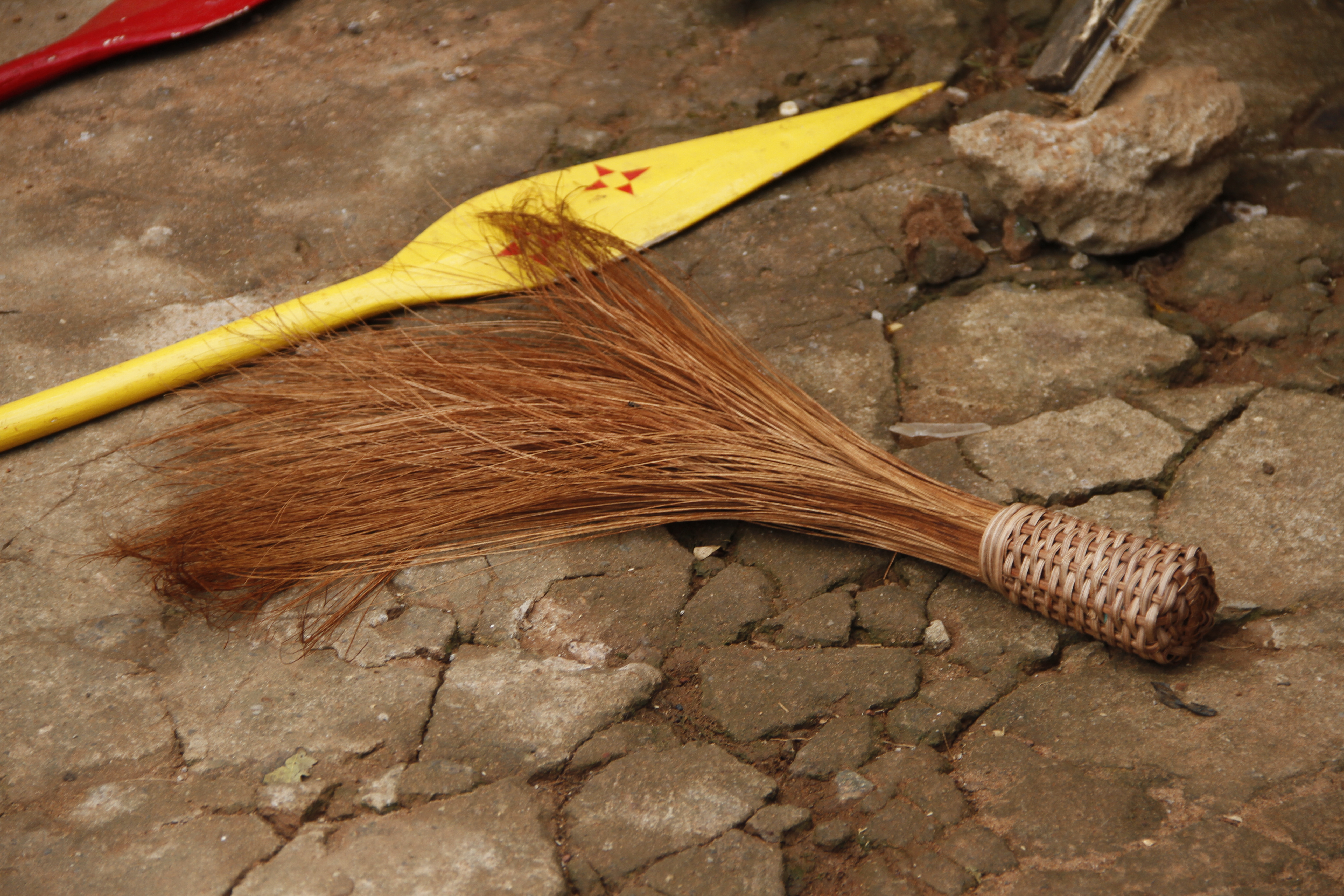

Instruments de musique Traditionnels
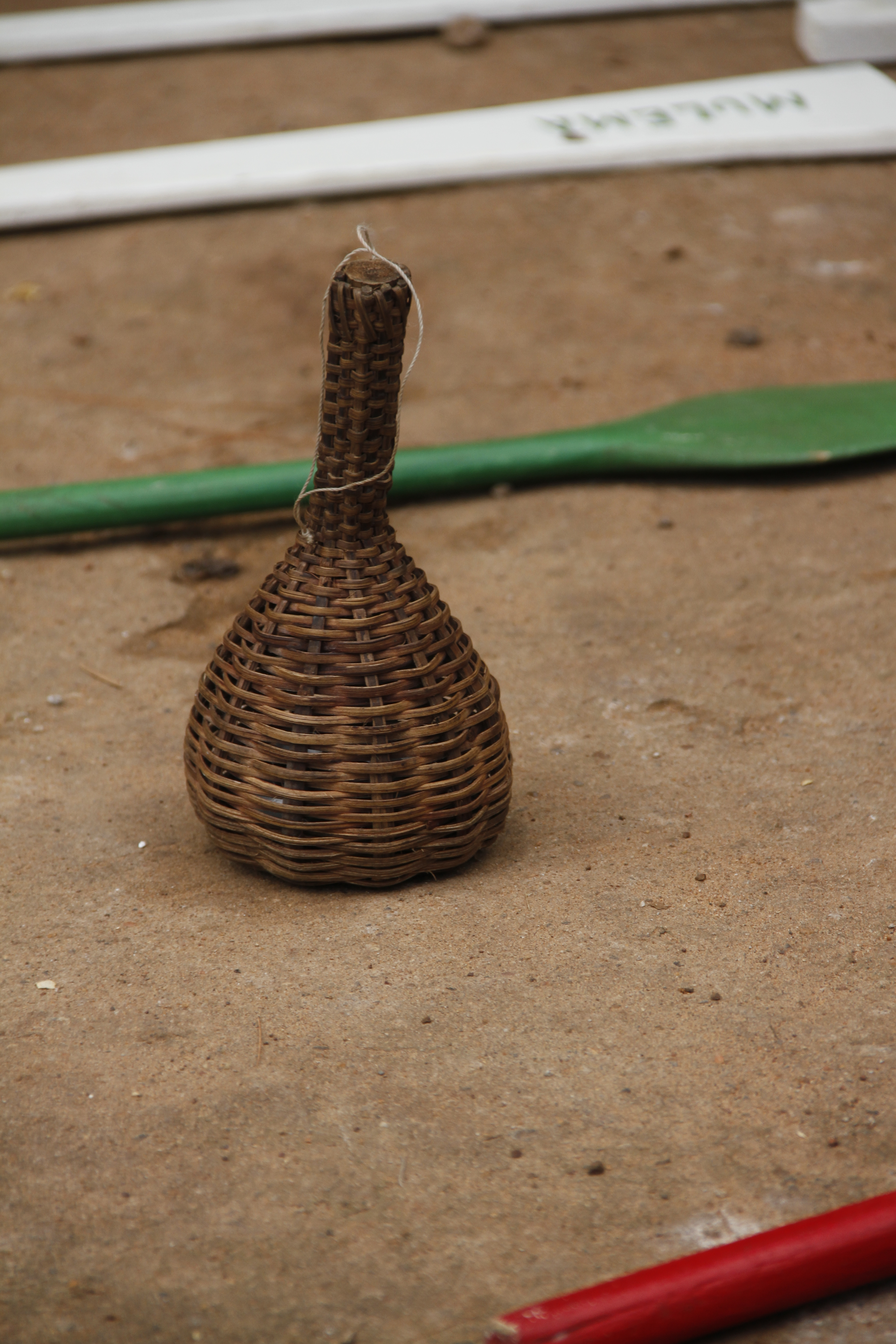
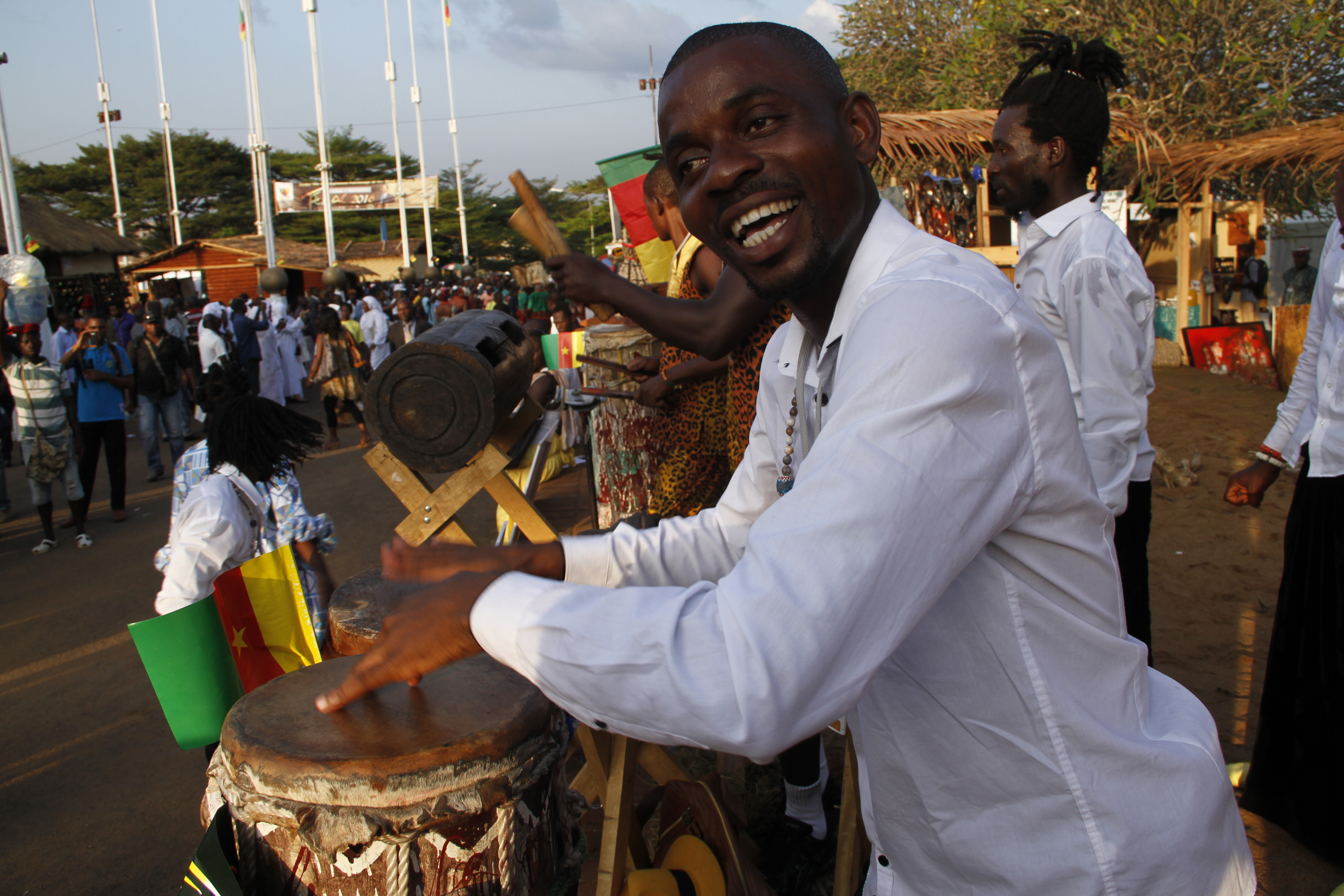
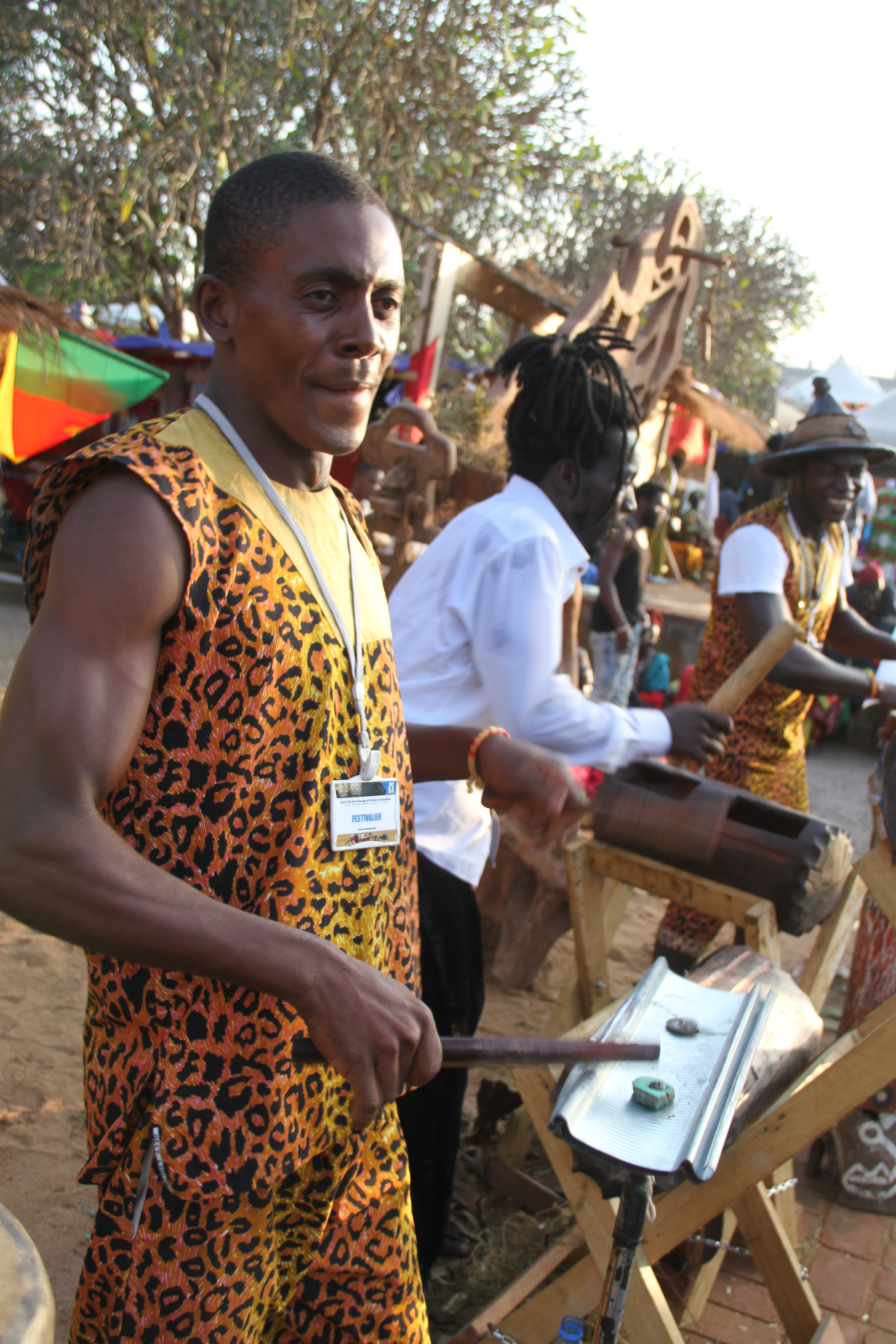

## Personnalités
- Pierre Moukoko Mbonjo[5], ex-ministre du Cameroun
- Léonora Miano[5], écrivaine
- Adolphe Moudiki[5], industriel et magistrat
- Françoise Mbango Etone[5], athlète française
- Patrick Mboma[5], footballeur
- Petit-Pays, chanteur
- Laurent Esso , ministre de la justice garde des sceaux et magistrat
- Lejeune Mbella Mbella ministre des relations exterieures
- Narcisse Mouelle Kombi Ministre des sports et de l'éducation physique
- Hervé Emmanuel Nkom banquier
- Abel Mbengué journaliste émérite
- Eboa Lotin musicien émérite
- Jean-Jacques Ekindi polytechnicien et homme politique
- Danièle Diwouta-Kotto architecte
- Roger Milla
- Dina Bell
- Manu Dibango, musicien
- Eko Roosevelt, musicien
- Samuel Eto'o
- Augustin Frédéric Kodock homme politique et ancien ministre
- Samuel Eboua ancien ministre et homme politique
- Eboa Elame Mikado journaliste sportif
- Charlotte Dipanda chanteuse
- Dika Akwa Nya Bonambela anthropologue
- Dika Mpondo Akwa ancien monarque akwa
- Ernest Betote Akwa ancien ministre, homme politique et chef traditionnel
- Lock Priso Bell chef traditionnel
- Abel Kingué homme politique
- Anicet Ekane homme politique
- François Sengat Kuo homme politique
- Ebénézer Njoh-Mouellé philosophe et homme politique
- Lock Priso Bell résistant à l'occupation allemande